# Vogelflap

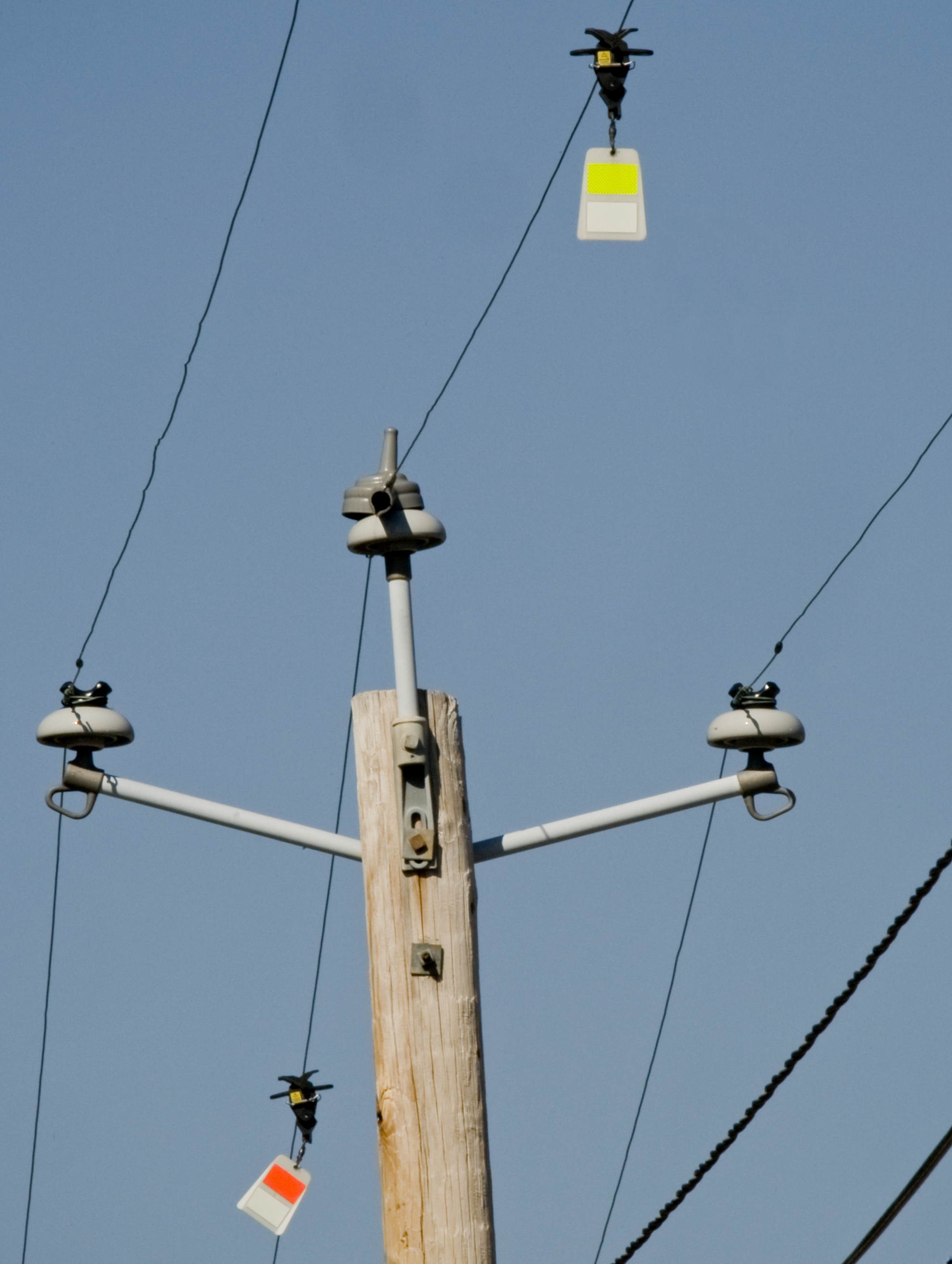
Vogelflaps

Een vogelflap is een middel om hoogspanningskabels zichtbaar te maken voor vogels. De vogelflap of Bird Flight Diverter bestaat uit 50 cm lange hardplastic zwarte en witte strips die los van elkaar kunnen bewegen. Door het contrast en de beweging kunnen vogels de dunne bliksemdraden in hoogspanningslijnen beter zien en wordt de kans op een dodelijke aanvaring verkleind.